# 奧爾塔 (拉里奧哈省)

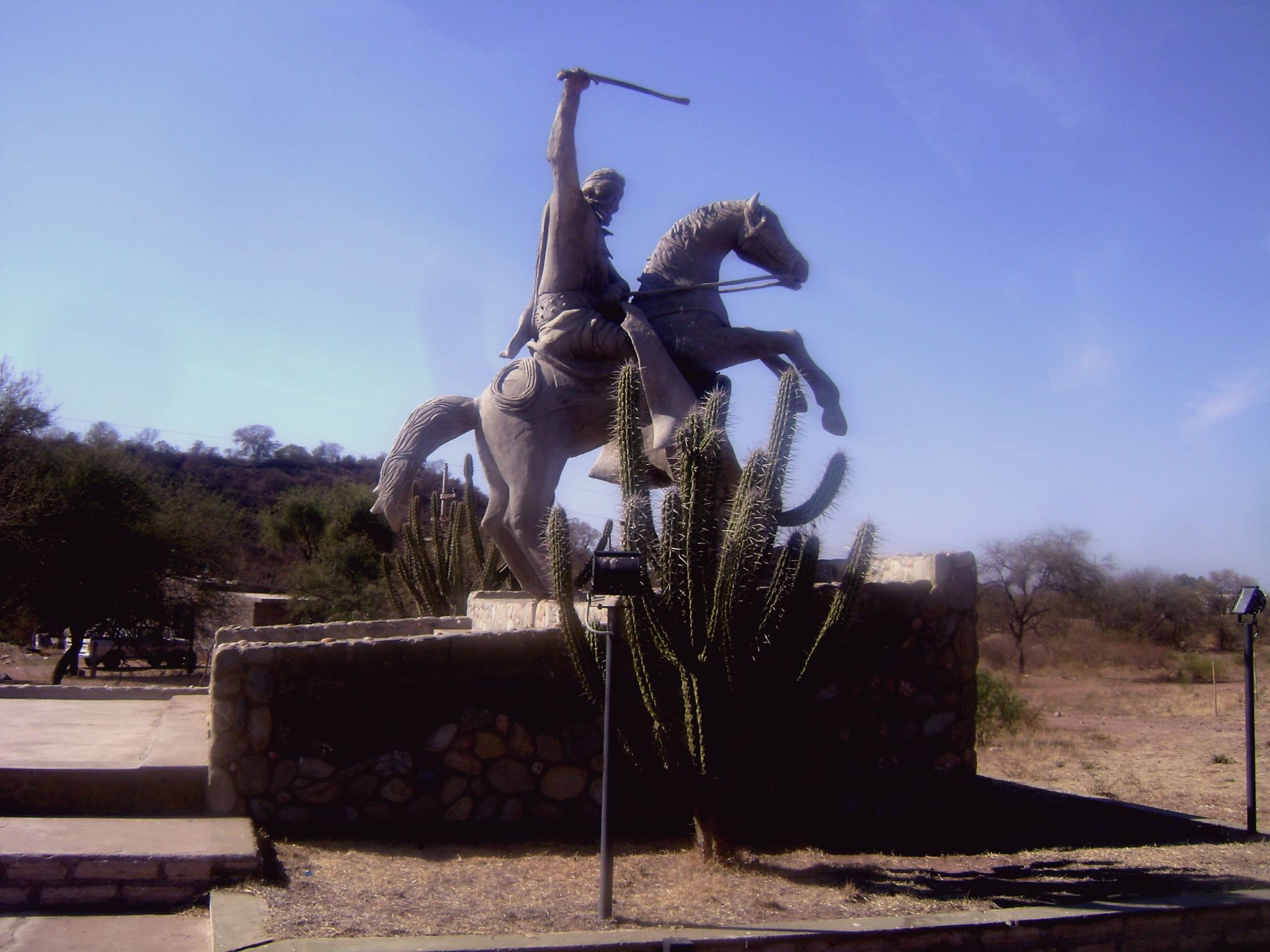
奧爾塔

奧爾塔（西班牙語：Olta），是阿根廷的城鎮，位於該國西部拉里奧哈省，是貝爾格拉諾將軍縣的首府，該地區的地震活動頻繁和低強度，海拔高度560米，2010年人口4,547。